# Jeunes Filles en détresse
Pour plus de détails, voir Fiche technique et Distribution.
Jeunes Filles en détresse est un film français réalisé par Georg Wilhelm Pabst, sorti en 1939.

## Synopsis
Les parents de la jeune Jacqueline Presle sont des gens occupés : son père est avocat, spécialiste de divorces, sa mère est chirurgien. Comme ils n'ont guère de temps pour leur fille, ils la mettent en pension dans une école privée pour jeunes filles, l'institut Villand, où la plupart des pensionnaires sont des filles de parents divorcés. Jacqueline se lie avec la jeune Margot, dont la mère, Pola d'Ivry, est actrice. Mais lorsque les deux jeunes filles découvrent que le père de Jacqueline a une aventure amoureuse avec Pola d'Ivry, rien ne va plus : Margot tente de se suicider. Toutes les pensionnaires décident alors de fonder une ligue contre le divorce des parents, la Licodipa ! Grâce à ses efforts, Jacqueline parvient finalement à ramener son père dans les bras de sa mère.

## Fiche technique
- Titre : Jeunes Filles en détresse
- Réalisation : Georg Wilhelm Pabst
- Scénario : Tristan Bernard et Jean Bernard-Luc
- Musique : Ralph Erwin
- Image : Michel Kelber
- Cadreur : Marcel Weiss
- Son : Robert Teisseire
- Décors : André Andrejew
- Costumes : Jacques Manuel
- Montage : Louisette Hautecoeur
- Assistants réalisateur : Jacqueline Audry, André Michel
- Assistant caméra : Henri Alekan
- Société de production : Globe Film International
- Pays d'origine : France
- Format : noir et blanc - 1,37:1 - mono - 35 mm
- Genre : Comédie dramatique
- Durée : 90 minutes
- Date de sortie : 25 août 1939

## Distribution
- Marcelle Chantal : Marthe Presle
- Micheline Presle : Jacqueline Presle
- Jacqueline Delubac : Pola d'Ivry
- André Luguet : Me Jacques Presle
- Louise Carletti : Margot
- Marguerite Moreno : Mme Vuillard
- Robert Pizani : M. Tarrand
- Paulette Élambert : Denise Tarrand
- Margo Lion : la mère de Thérèse
- Milly Mathis : la mère d'Alice
- Gabrielle Robinne : la mère d'Yvette
- Nane Germon :Ernestine
- Marthe Mellot : Mlle Jeanne
- Christiane Ribes : la mère d'Amélie
- Madeleine Lebeau
- Noëlle Norman
- Rosine Luguet
- Marcel Lupovici : Morel
- Jean Aquistapace : le ministre
- René Génin : le concierge du ministère
- Pierre Bertin : Legris, le secrétaire de Me Presle
- Arthur Devère : le père d'Alice
- Robert Manuel : Robert
- Jean Sinoël : le concierge du théâtre
- Michel François : Michel Mortier
- Liliane Barnassin
- Hélène Bellanger
- Ariane Borg
- Victoria Carletti
- Jacqueline Daniel
- Monique Dantis
- Marguerite de Morlaye
- Geneviève Dorlane : Mme Tarrand
- Antoinette Ferlay
- Gaston Jacquet : le père d'Amélie
- Georges Jamin : le beau-père d'Amélie
- Claude Lehmann
- Mlle Malakowsky : Amélie
- Ariane Murator
- Pierre Nay
- Christiane Rombaldo
- Barbara Shaw : la belle-mère d'Amélie
- Germaine Stainval
- Monique Thibaut
- Solange Turenne
- Génia Vaury
- Georges Vitray
- Yvonne Yma : l'habilleuse de Pola
- Antoinette Ferlay : une demoiselle

## Autour du film
La jeune actrice Micheline Chassagne, qui interprétait son premier rôle important dans ce film, a pris le patronyme de son personnage comme nom d'actrice, et est ainsi devenue Micheline Presle.

## Critique
« On trouve dans Jeunes filles en détresse de plaisants passages satiriques, mais aussi et surtout du mélo, des détails trop faciles, un manque d'alacrité qui impatiente. L’œuvre est, dans son ensemble, assez banale, et on s'étonne de n'y découvrir rien qui porte la marque de G.W.Pabst, son auteur. »

— Nino Frank, août 1939, Pour vous